# Szabó Barnabás (színművész)
Szabó Barnabás (Székesfehérvár, 2007. szeptember 3. –)  magyar gyerekszínész.
Színészettel 2015 óta foglalkozik. 2016-ban egy castingon figyeltek fel rá, így került be 2017 egyik legnézettebb mozifilmjébe, a Viszkisbe. Később a Cseppben az élet című, 2019-ben bemutatott életrajzi sorozat egyik főszerepét kapta meg, ahol a gyerek Béres Józsefet alakította. Az Orsós Róbert által rendezett Elrajzolva című film gyerek főszereplője, ahol olyan neves színészekkel játszik együtt, mint Gryllus Dorka, Nagy Zsolt, vagy Bede-Fazekas Szabolcs. 2022 óta a Kartoncsigák zenekar basszusgitárosa.

## Fontosabb szerepei
- Munkaügyek IrReality Show – Palika
- Pro Talentis alapítvány bemutatkozó kisfilm – gyerekszerep
- 2016–os SPAR reklám
- Budapest Noir – gyerekszerep
- A Viszkis – Ambrus Attila  gyerekszerep
- Vörösmarty Színház – Herner Ferike Faterja – Herner Ferike
- Gratuity (Ausztrál film) – Zsolti
- Elrajzolva – kisjátékfilm–Balázs
- Cseppben az élet – Béres József gyerekszerep
- Szent Kristóf legendája – Narrátor
- OTP junior reklám - 2024
- Futni mentem - Milán